# 1836 en mathématiques
| Années des mathématiques : 1833 - 1834 - 1835 - 1836 - 1837 - 1838 - 1839    |
| Décennies des mathématiques : 1800 - 1810 - 1820 - 1830 - 1840 - 1850 - 1860 |

Cet article présente les faits marquants de l'année 1836 en mathématiques.

## Publications
- Joseph Liouville fonde le Journal de mathématiques pures et appliquées.

## Naissances
- 22 février : Pietro Blaserna (mort en 1918), mathématicien, physicien, recteur et sénateur italien.

- 14 mars : Franz Stolze (mort en 1910), philosophe, historien, géographe, mathématicien, physicien et ingénieur allemand.

- 27 juin : František Josef Studnička (mort en 1903), mathématicien et écrivain tchèque.

- 11 août : Cato Guldberg (mort en 1902), chimiste et mathématicien norvégien.

- 18 octobre : Benjamin Constant Botelho de Magalhães (mort en 1891), militaire, ingénieur, mathématicien, penseur politique et homme d’État brésilien.

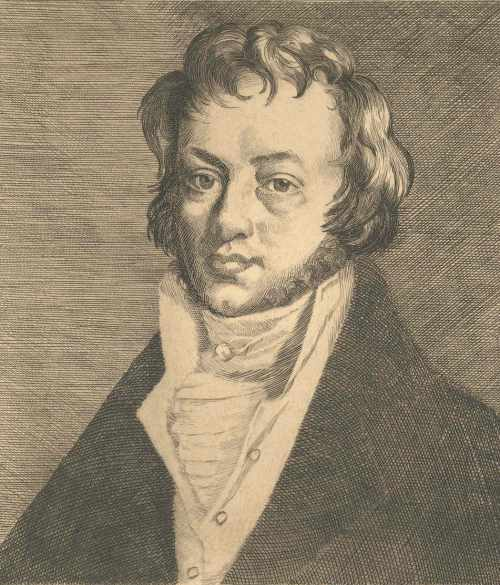
André-Marie Ampère

## Décès
- 10 juin : André-Marie Ampère (né en 1775), mathématicien et physicien français.

- 16 août : Marc-Antoine Parseval des Chênes (né en 1755), mathématicien français.

- 16 décembre : Pierre Périaux (né en 1761), mathématicien autodidacte et imprimeur français.